# Syngamia pachyceralis
Syngamia pachyceralis là một loài bướm đêm trong họ Crambidae.